# Algír

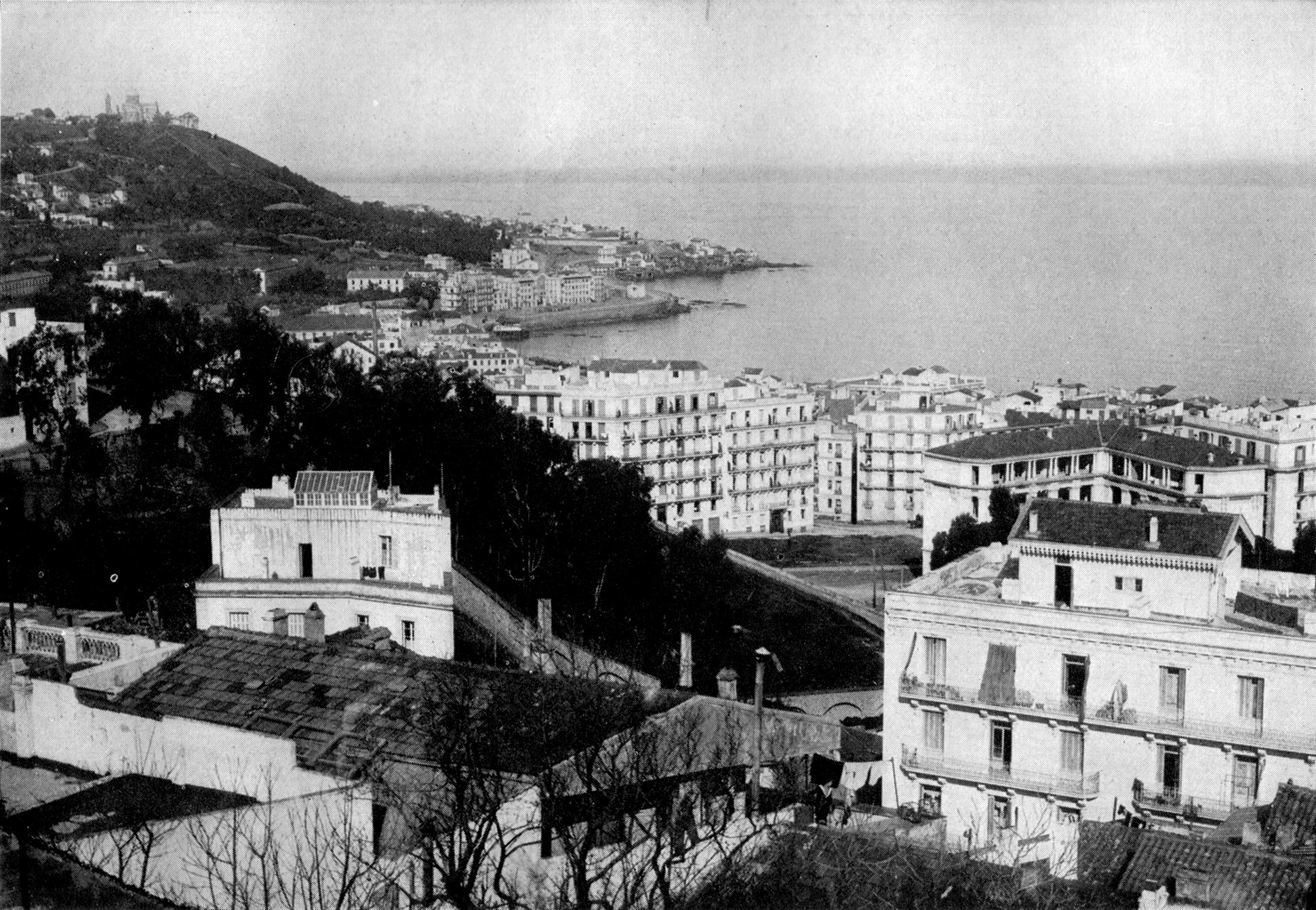
A város és a kikötő, 1921 körül

Algír Algéria fővárosa és egyben legnagyobb városa. (franciául: Alger, Algier, arabul: Al-Jazair, El-Djesair, El-Dzsezair). Az arab név jelentése: sziget. A partot ugyanis egykor szigetsor szegélyezte. A település a Szahel-dombok lejtőire épült, párhuzamosan a tengerparttal. A város az ország közigazgatási, kulturális, gazdasági és közlekedési központja is. Egyben katolikus püspöki székhely. Saját vasútállomása, kikötője és nemzetközi repülőtere van.

## Fekvése
A Földközi-tenger partján fekvő város a környező hegyoldalak lankás lejtőin fokozatosan ereszkedik le egészen a tengerpartig. A 100 km hosszan elnyúló, 15–20 km széles, termékeny Mitidzsa-medence és a tenger találkozásánál, egy sarló alakban nyíló öböl mentén, az é.sz. 36°43'-én és a k.h.3°14'-én helyezkedik el.

## Éghajlata
A gyönyörű természeti környezetben fekvő város éghajlata mediterrán, melyet a Földközi-tenger, az Atlasz-hegység és a Szahara hatása alakít. Az évi középhőmérséklet 18,2 °C. Alapjában két évszakot lehet megkülönböztetni. A tengeri légtömegek uralta esős, hűvösebb évszakot, ami nagyjából az őszt, a telet és a tavaszt foglalja magába. Az évi 720 mm csapadék nagyobb része ekkor hullik le. A januári középhőmérséklet 12 °C. A rövid nyárban, a szaharai forró, száraz levegő kiszorítja a tengeri hűs légtömeget, az eső ilyenkor ritka, jó, ha havonta egyszer van egy kiadósabb zápor. Az augusztusi középhőmérséklet 25,2 °C.
| Hónap                                                                                   | Jan. | Feb. | Már. | Ápr. | Máj. | Jún. | Júl. | Aug. | Szep. | Okt. | Nov. | Dec. | Év   |
| --------------------------------------------------------------------------------------- | ---- | ---- | ---- | ---- | ---- | ---- | ---- | ---- | ----- | ---- | ---- | ---- | ---- |
| Rekord max. hőmérséklet (°C)                                                            | 25,0 | 30,0 | 28,0 | 33,0 | 32,0 | 40,0 | 42,0 | 47,0 | 40,0  | 38,0 | 32,0 | 30,0 | 47,0 |
| Átlagos max. hőmérséklet (°C)                                                           | 16,7 | 17,4 | 19,2 | 20,9 | 23,9 | 28,2 | 31,2 | 32,2 | 29,6  | 25,9 | 20,8 | 17,9 | 23,7 |
| Átlaghőmérséklet (°C)                                                                   | 11,2 | 11,9 | 12,8 | 14,7 | 17,7 | 21,3 | 24,6 | 25,2 | 23,2  | 19,4 | 15,2 | 21,1 | 18,2 |
| Átlagos min. hőmérséklet (°C)                                                           | 5,5  | 5,9  | 7,1  | 8,8  | 12,3 | 16,1 | 18,9 | 19,8 | 17,6  | 14,2 | 9,8  | 7,2  | 12,0 |
| Rekord min. hőmérséklet (°C)                                                            | −2,0 | −1,0 | −1,0 | 1,0  | 2,0  | 8,0  | 11,0 | 10,0 | 11,0  | 2,0  | 1,0  | −2,0 | −2,0 |
| Átl. csapadékmennyiség (mm)                                                             | 81   | 72   | 55   | 58   | 42   | 8    | 4    | 8    | 28    | 58   | 89   | 91   | 594  |
| Forrás: World Meteorological Organization, Danish Meteorological Institute, Weatherbase |      |      |      |      |      |      |      |      |       |      |      |      |      |

## Történelme
Helyén először az ókorban a föníciaiak alapítottak települést és ők adtak először hírt az itteni berber-numid őslakosokról is. Az alapítás pontos dátuma nem ismert, az azonban biztos, hogy az Kr. e. második században föníciai kereskedőváros állt itt, majd a rómaiak Kr. e. 40 körül elfoglalták és Icosium néven négy évszázadon keresztül a Földközi-tenger jelentős kikötője és kereskedővárosa volt. Az időszámításunk szerinti ötödik században a berber törzsek ostromolták, majd az Ibériai-félszigetről betörő vandálok foglalták el. Az ősi települést az Észak-Afrikába behatoló arabok a nyolcadik század elején porig rombolták. A várost a tizedik században a Hammadida-dinasztia uralma idején al-Dzsazáír Beni Mezrana néven a berberek építették újjá. (Az al-Dzsazáír magyarul "szigeteket" jelent.) A bagdadi kalifátushoz tartozó város az Almohád-dinasztia uralkodása idején egyre inkább önállósodott. A 16. századra már jelentős kikötővel rendelkezett, de kalózfejedelmek irányították és a város fő bevételi forrása ekkor a kalózkodás és a rabszolga-kereskedelem volt. A várost 1510-ben megszállták a spanyolok a kalózkodás felszámolása céljából. Az arab és berber törzsfők segélykérésére a város birtoklásáért folytatott küzdelembe ezután bekapcsolódott a hatalma teljében lévő Török Birodalom, s a váltakozó eredménnyel zajló vetélkedést 1541-ben az Algír partjai előtt lezajlott tengeri csata zárta le, melyben a Hajreddin Barbarossa és fivére, Arudzs vezette török kalóz-flotta tönkreverte V. Károly spanyol király hajóhadát. Ekkortól Algír török fennhatóság alá került és a 100 000 lakosú város a kalózkodás egyik központja lett. Formailag az algíri dej székhelye volt, de a város az i. sz. 18. század végére már gazdaságilag messze elmaradt az ipari forradalom útját járó Európától. 1830. július 5-én a francia gyarmatosítok kezére jutott, akik a kalózkodás felszámolásának ürügyén szinte ellenállás nélkül foglalták el, s innen indultak az ország leigázására. Ekkor a város lakossága már alig haladta meg a 30 000 főt. Több mint 130 évig Algír volt a  francia gyarmatosítás legfontosabb afrikai központja. A városnak 1906-ban már 112 000 európai (a feketelábúak) és csak 33 000 muszlim lakosa volt. A második világháborúban Algír volt a székhelye de Gaulle tábornok szabad francia kormányának. Az 1954-ben kezdődött, s nyolc évig tartó függetlenségi háborút az éviani egyezmény zárta le, s így lett Algír 1962-ben Algéria fővárosa.
Az 1991-től 2002-ig tartó algériai polgárháborút a város jelentősen megszenvedte, a terrortámadások következtében a közbiztonság minimális volt.

## Népesség
| Lakosok száma | 30 395 | 70 747 | 97 000 | 300 000 | 900 000 | 1 523 000 | 1 507 241 | 2 086 212 | 2 364 230 | 3 415 811 |
|               | 1838   | 1881   | 1900   | 1940    | 1960    | 1977      | 1987      | 1998      | 2008      | 2011      |

## Gazdasági élet
Algír az ország legjelentősebb iparvárosa. Az ország ipari termelésének 1/3-át reprezentálja. Hús-, tej-, olívaolaj-, malom- és konzervipar, textilipar és cementgyártás mellett a városban telepedett meg az ország mezőgazdasági gépgyártása, hajóépítése és autógyártása. Az autógyárakban főként francia kocsik összeszerelését végzik. A hagyományos kézművesség ma is magas művészi szintet képvisel. Itt üzemel Algéria legnagyobb kőolaj-finomítója is.

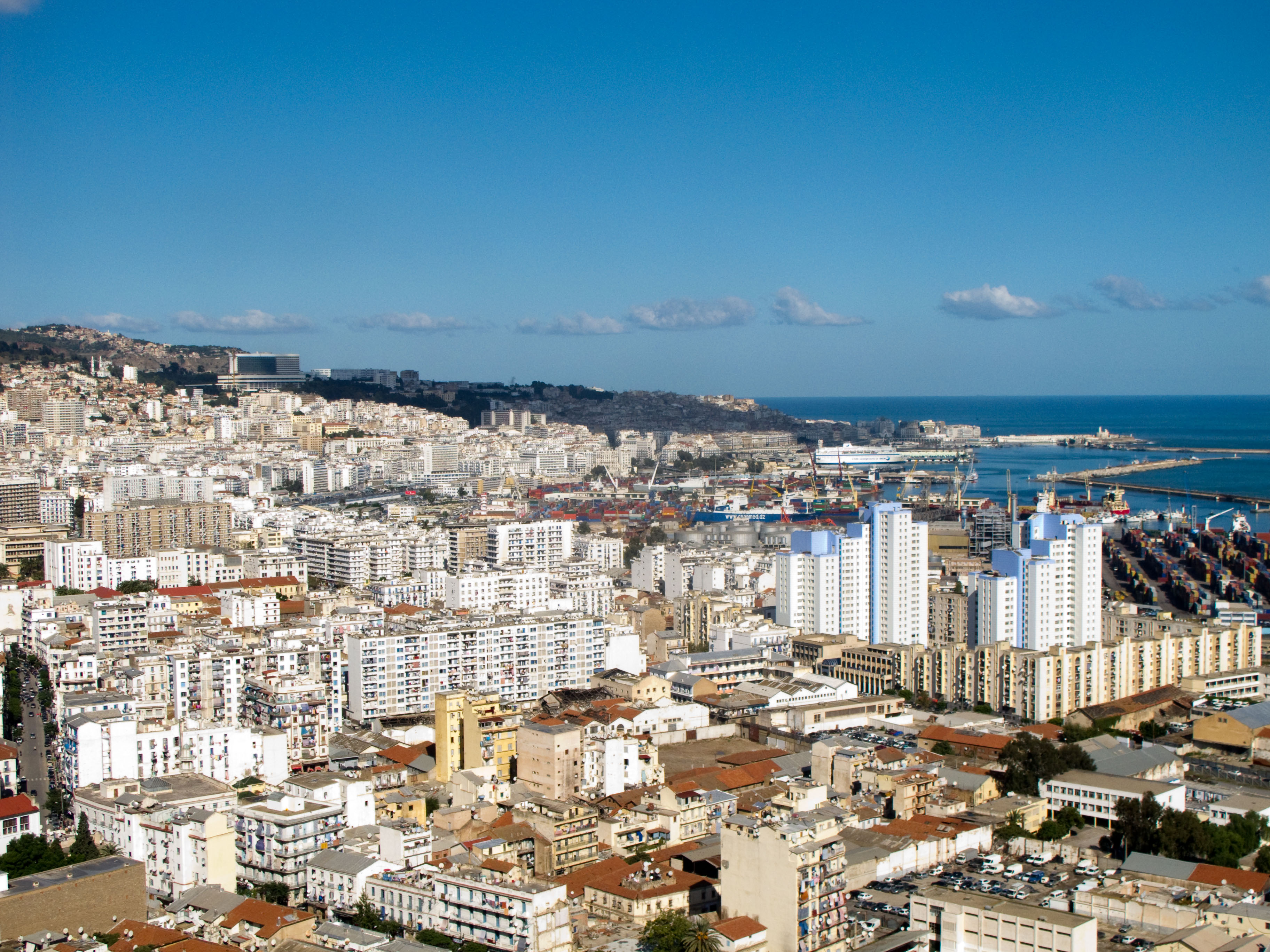
Algír egy képe

## Közlekedés

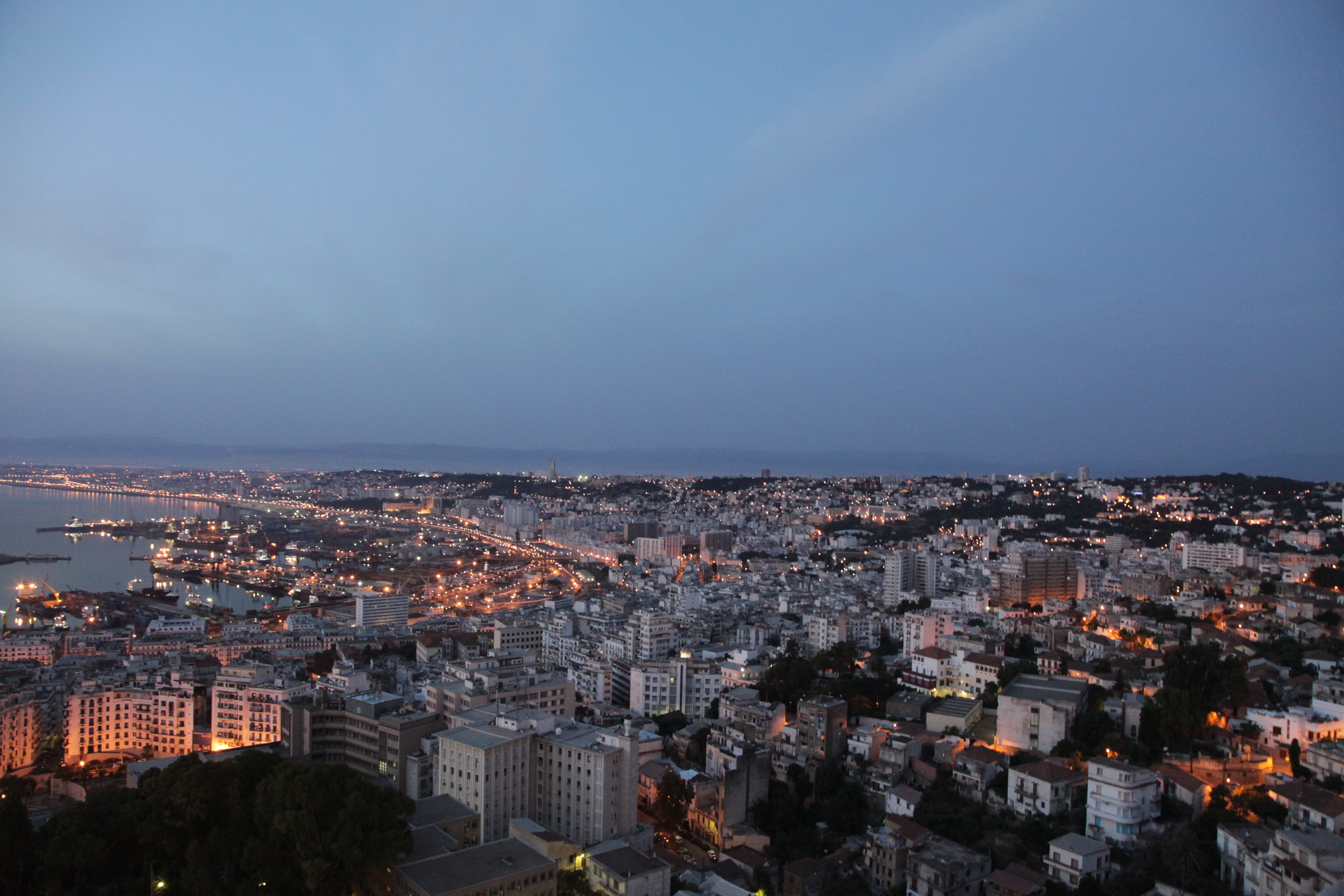
Algír éjjeli fényekben

A város az ország legjelentősebb közúti és vasúti csomópontja. A fővárosban metró közlekedik. Nemzetközi repülőtere Houari Bumedien, Algéria egykori elnökének nevét viseli. Kikötője, köszönhetően kedvező stratégiai fekvésének, az ország külkereskedelmének jelentős tényezője. Pályaudvara az észak-afrikai Tell-vasút forgalmas gócpontja. Közúti kapcsolata van valamennyi szomszédos ország – Tunézia, Líbia, Mali, Niger, Mauritánia és Marokkó – irányában.

## Nevezetességek, műemlékek, látnivalók
Az óváros, a Kaszba a török fennhatóság alatt épült és az UNESCO a világörökség részévé nyilvánította. A Szidi Abd er-Rahman-dzsámi, a magrebi szunnita muzulmánok szent helye. Az i. sz. 16. századi el-Dzsedid-dzsámi. Az el-Kebír – a Nagymecset –, amelyet az i.sz. 11. században építettek. A modern Algír központja az Esplanade d'Afrique. A Szent Fülöp székesegyház, a város legrégibb keresztény temploma. A legismertebb viszont a Notre-Dame d'Afrique.

## Testvérvárosok
- Peking, Kína
- Berlin, Németország
- Kairó, Egyiptom
- Párizs, Franciaország
- Montréal, Kanada
- Casablanca, Marokkó
- London, Egyesült Királyság
- Tunisz, Tunézia
- Moszkva, Oroszország
- Barcelona, Spanyolország
- Genf, Svájc
- Tripoli, Líbia
- Róma, Olaszország
- Dakar, Szenegál
- Amszterdam, Hollandia
- Washington, USA
- Sanghaj, Kína
- Bordeaux, Franciaország
- Dubaj, Egyesült Arab Emírségek
- Santiago, Chile
- São Paulo, Brazília